# Геотерма

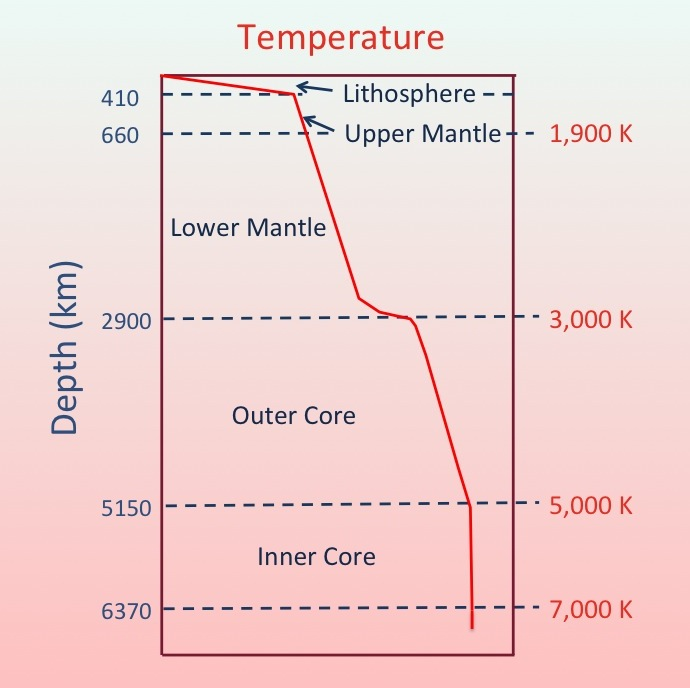
Геотермічна крива — крива зміни температур з глибиною.

Геотерма (рос. геотерма; англ. geotherma; нім. Geothermie f) — зміна природної температури надр Землі з глибиною.
Геотерма (геотермічна крива) — крива, яка відображає розподіл природної температури в надрах зі збільшенням глибини свердловини до початку її експлуатації.
Геотерма приймається за базисну температурну криву. Зіставлення термограм свердловин з геотермою дозволяє в разі розбіжностей між ними виділяти інтервали порушення теплової рівноваги, викликаної процесами, що відбуваються в пласті й стовбурі свердловини, і за характерними відмінностями судити в подальшому про причини порушення теплової рівноваги.